# Pravina Mehta

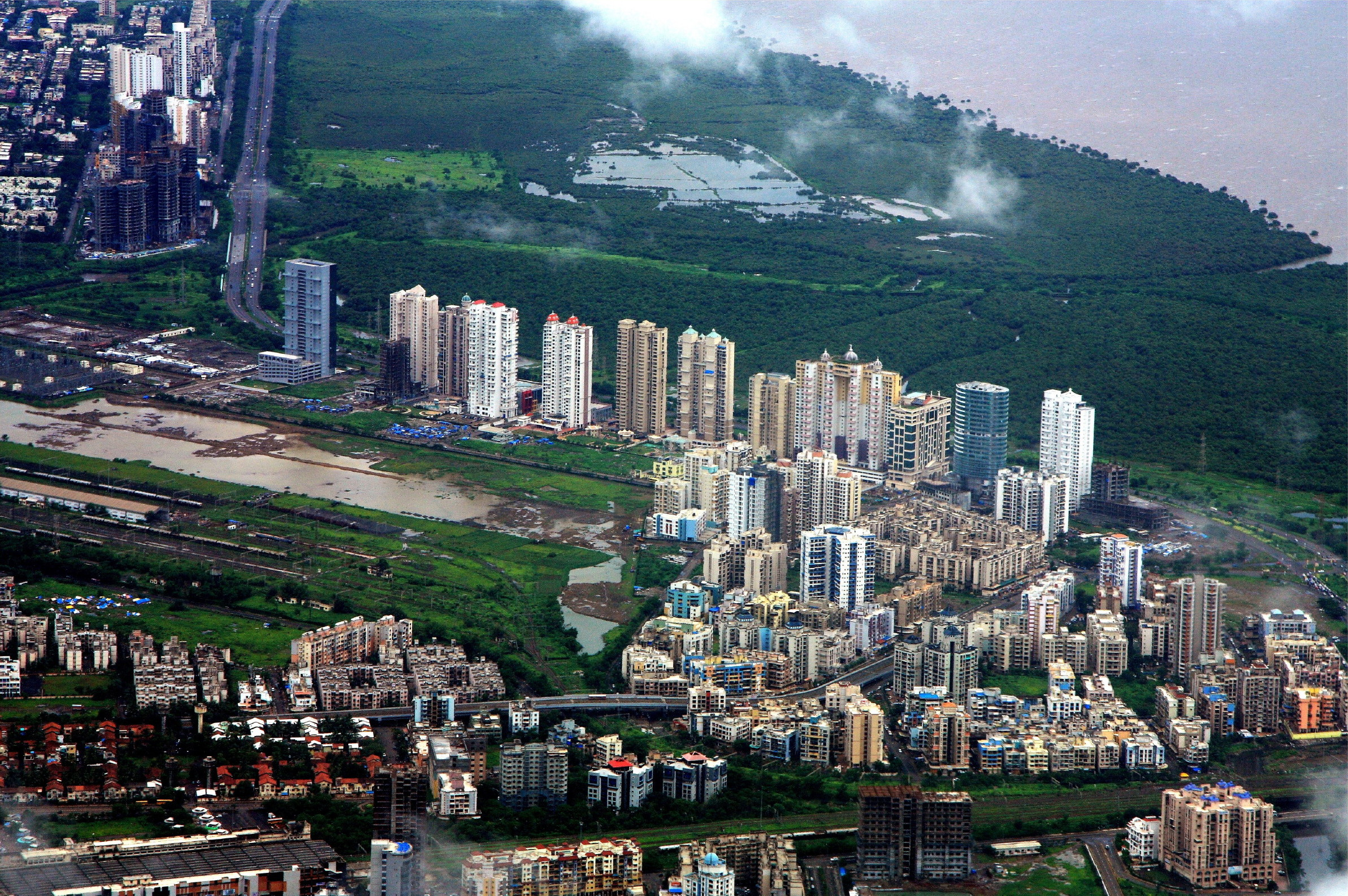
Navi Mumbai Skyline

Pravina Mehta (Mumbai, 1923–1992 o 1925–1988) fue una arquitecta, planificadora y activista política.
Durante el Movimiento Independista Hindú fue influenciada por Sarojini Naidu quien fuera una luchadora por la libertad. Participó en protestas callejeras en contra del Raj británico antes de comenzar sus estudios de arquitectura en el Sir J.J Colegio de Arquitectura. Estuvo involucrada en la propuesta de conceptualización de la Nueva Bombay en 1964 junto a Charles Correa y Shirish Patel que incluía la extensión de la isla. Este plan fue publicado en MARG, una revista de arte y arquitectura de la ciudad de Bombay. Trabajó directamente junto a Minnette de Silva y Yasmeen Lari en el mejoramiento de la calidad de vida en los barrios bajos y la rehabilitación de las personas afectadas por el terremoto, creando hogares de bajo costo combinados con aspectos medio-ambientalistas y urbanismo.

## Primeros años y educación
Mehta tuvo su educación en el Sir J.J Colegio de Arquitectura en la década de 1940. Descontinuó su educación por su interés en el Movimiento Independista Hindú y migró a Estados Unidos para continuar con su educación en arquitectura. Durante el movimiento de independencia incluso sufrió de encarcelamiento. Una vez en los Estados Unidos estudió en el Instituto de Diseño de Illinois en donde consiguió su título en arquitectura, para luego obtener su maestría en arquitectura por la Universidad de Chicago. Practicó dos años más en la ciudad de Washington D. C..
Regresó a la India en 1956 para desempeñarse como profesional en la arquitectura.

## Vida profesional
Mehta estaba involucrada en el diseño de casas, fábricas, escuelas e instituciones, pero su estructuras ya no existen en la actualidad. Optó por incluir las técnicas modernas del diseño arquitectónico que aprendió en los Estados Unidos para crear un resurgimiento de la India independiente. 
Dirigió una unidad de investigación en la ciudad de Bombay donde los problemas socioeconómicos eran complejos debido a la configuración de amplio espectro de la sociedad. El objetivo de esta unidad de investigación era estudiar la diversidad de la ciudad para mantener los estilos de vida mientras se avanzaba en los planes de sanidad, vivienda y abastecimiento de agua. De igual forma apuntó en crear una relación entre la arquitectura y otras formas de arte. Su visión era traducir las formas tradicionales del arte hindú, que poseen un estilo rítmico, al lenguaje del concreto y el mortero.
Sus diseños arquitectónicos incluyen la casa Patel, Kahim, un resort de fin de semana construida a las orillas de mar en 1962, influenciada por Le Corbusier; la fábrica Chinchwada en Marahashtra llamada la Fábrica de Electrodos J.B Advani Oerlikon, construida en 1963, cuya iluminación y ventilación eran proporcionadas por un arreglo rítmico en la ventanas.
En 1964, Correa junto con Patel y Mehta, propusieron un plan para la Nueva Bombay, hoy llamada Navi Mumbai, el cual difería con los planes originales de extender los límites de la ciudad en la parte norte de la península. Su visión ha sido comparada con la del filme de Bollywood Shre 420, ubicado en Bombay, del cual el tema principal era la esperanza. En este esfuerzo y bajo la influencia directa de MARG y CIDCO recibieron la autorización para crear los bocetos del plan en octubre de 1973 aunque al plan se le dio luz verde hasta 1979.

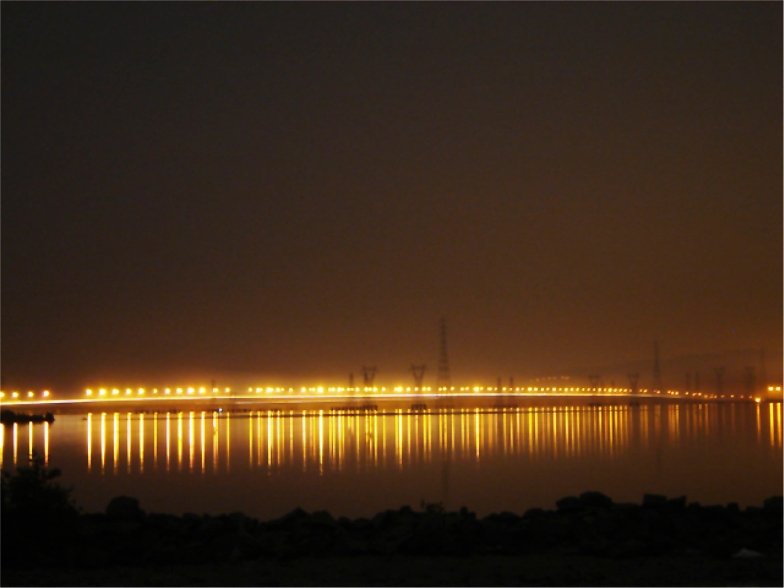
Vashi Creek bridge

Mehta estaba de igual forma interesada por la danza e intentó mezclar el ritmo de esta en la planeación de sus estructuras. Un buen ejemplo de esto se refleja en la grabación audiovisual centrada en Arehi, en  la cual en un espacio de 56 metros cuadrados mantuvo una presentación estética de folklore y colores tradicionales.
Trabajando en una sociedad mayormente dirigida por hombres, el alcance a su trabajo ha sido retratado con sus propias palabras: "Cuando una mujer está realmente comprometida con su carrera, cuando hay una compulsión interior, deja de actuar con respecto a su persona para actuar como una profesional".